# عذم شعري
العذم الشعري (باللاتينية: Stipa capillata) نوع نباتي يتبع جنس العذم من الفصيلة النجيلية.موطنه أوروبا وآسيا.